# Restylane
Restylane, parfois mal orthographié Restalyne, est une marque déposée par la compagnie suédoise "Q-med". C'est le nom d'un gel transparent à base d'acide hyaluronique utilisé en médecine esthétique pour injecter dans la peau afin de traiter les rides du visage, les lèvres ou pour augmenter les volumes.
D'abord autorisé dans différents pays européens, il a été approuvé aux États-Unis le 12 décembre 2003 par la FDA (Food and Drug Administration).
Ce produit, à base d'acide hyaluronique, est un produit naturel biodégradable. Il doit être injecté par un médecin et permet d'obtenir un effet de déridage (lifting) doux avec une durée temporaire de 6 à 12 mois.
Il est aussi utilisé pour traiter les cernes sous les yeux.

## Effets secondaires provisoires possibles
- douleur,
- hématome,
- gonflement,
- démangeaison

## Ne pas utiliser
- en cas d'allergies (ou multiples allergies)
- Ne pas utiliser pour augmenter les seins, muscles, tendons, ligament...
- Ne pas injecter par voie veineuse, car obstruerait la circulation sanguine.

## Produit concurrent
En Europe, le Restylane est concurrencé par Juvederm et Surgiderm, qui sont des produits comparables commercialisés par le laboratoire Allergan, propriétaire du Botox.